# Силюк, Сергей Владимирович
Серге́й Влади́мирович Силю́к (укр. Сергій Володимирович Сілюк; 5 июня 1985, Запорожье) — украинский футболист, полузащитник.

## Биография
Воспитанник футбольной школы запорожского «Металлурга». Первый тренер — Владимир Шаповалов. В «Металлурге» дебютировал 27 марта 2004 года в домашнем матче против киевского «Арсенала». Был ведущим атакующим полузащитником запорожцев. Выступал луганскую «Зарю».
22 января 2013 год подписал контракт с полтавской «Ворсклой».
Осенью 2014 пытался закрепиться в составе азербайджанского клуба «Араз», в составе которого сыграл всего три поединка в чемпионате.
С весны 2015 года выступал за юрмальский «Спартак» в чемпионате Латвии.
1 марта 2016 года был заявлен за «Арсенал-Киев». В июне 2016 года подписал контракт с «Тернополем», однако за команду не выступал.

## Достижения
- Финалист Кубка Украины (1): 2005/06